# Xanthophytum grandifolium
Xanthophytum grandifolium är en måreväxtart som beskrevs av Theodoric Valeton och Reinier Cornelis Bakhuizen van den Brink. Xanthophytum grandifolium ingår i släktet Xanthophytum och familjen måreväxter. Inga underarter finns listade i Catalogue of Life.